# André Barde
Pour les articles homonymes, voir Barde.
André Barde, nom de plume d'André Bourdonneau, est un librettiste et dramaturge français, né le 17 juillet 1874 à Meudon (Hauts-de-Seine), mort le 24 août 1945  dans le 8e arrondissement de Paris.

## Biographie
Auteur de nombreux livrets d'opérettes, André Barde a souvent collaboré avec Charles Cuvillier, Maurice Yvain, Raoul Moretti, Henri Christiné.
Il est l'auteur des paroles de la chanson La Fille du bédouin (1927).
Il est notamment l'auteur du livret de l'opérette Pas sur la bouche, porté à l'écran par Alain Resnais en 2003 : Pas sur la bouche.

## Œuvres
- 1895 : Chansons cruelles, chansons douces
- 1899 : Jeu de massacre, pièces rimées pour Salons ouverts et Garçonnières closes (éd. Paul Ollendorff, Paris)
- 1901 : Maison de rendez-vous, pièce en un acte
- 1905 : Une mesure pour rien, comédie en un acte, Théâtre des Capucines
- 1905 : Le Bon Numéro, Théâtre du Vaudeville
- 1906 : La Main droite, comédie en un acte, Théâtre des Variétés
- 1907 : Son p'tit frère, musique Charles Cuvillier, Théâtre des Capucines, 10 avril
- 1908 : Suzy, comédie en un acte, Théâtre des Capucines
- 1909 : La Traite des planches, comédie en un acte
- 1909 : Un vol, pièce en 2 actes, Théâtre du Grand Guignol
- 1909 : La Couverture, comédie en un acte, Théâtre des Capucines
- 1909 : Monsieur complote, comédie en un acte, Théâtre des Mathurins
- 1909 : Changement de main, comédie, Théâtre des Capucines
- 1909 : Afgar ou les loisirs andalous, musique de Charles Cuvillier
- 1910 : La Nuit de Chipette, pièce en un acte, La Scala
- 1910 : Aimé pour soi-même, comédie
- 1910 : Les Muscadins, musique de Charles Cuvillier
- 1910 : L'Hôtel du Grand-Cerf avec Michel Carré, comédie en un acte, Théâtre des Capucines
- 1911 : Sa Fille avec Félix Duquesnel, comédie en 4 actes, Théâtre du Vaudeville
- 1912 : La Revue de l'Année, d'André Barde et Charles Cuvellier, à l'Olympia[2],[3].
- 1913 : La Reine s'amuse, opérette d'André Barde, à l'Olympia[4],[5].
- 1921 : Florabella, avec Moncharmont, musique de Charles Cuvillier
- 1921 : Le Cavalier Pioche, vaudeville, Théâtre de la Gaîté
- 1922 : Nonnette, musique de Charles Cuvillier
- 1923 : Benjamin, avec Paul Murio et Benjamin Rabier, musique de René Mercier
- 1924 : Bob et moi, avec Lucien Mayrargue, musique de Charles Cuvillier
- 1925 : Pas sur la bouche, musique de Maurice Yvain
- 1925 : Bouche à bouche, musique de Maurice Yvain
- 1926 : Un bon garçon, avec Maurice Yvain
- 1927 : Comte Obligado !, musique de Raoul Moretti
- 1928 : Déshabillez-vous !, musique de René Mercier
- 1929 : Laïs ou La Courtisane amoureuse, musique de Charles Cuvillier
- 1929 : Elle est à vous, musique de Maurice Yvain
- 1929 : Jean V, avec Jacques Bousquet et Henri Falk, musique Maurice Yvain, Théâtre Daunou
- 1929 : Arthur, musique Henri Christiné, Théâtre Daunou
- 1929 : Kadubec, musique de Maurice Yvain
- 1930 : Rosy, musique de Raoul Moretti
- 1930 : Pépé, musique Maurice Yvain, Théâtre Daunou
- 1930 : Femme de minuit, opérette en 3 actes, musique de Raoul Moretti au théâtre des Nouveautés[6].
- 1931 : Encore cinquante centimes, musique d'Henri Christiné et de Maurice Yvain
- 1931 : Le Scarabée bleu, musique de Jean Nouguès
- 1933 : Le Garçon de chez Prunier, avec Michel Carre fils, musique de Joseph Szulc
- 1933 : Oh ! Papa !, musique de Maurice Yvain
- 1933 : Katinka, avec Pierre Varenne, Robert Delamare, musique de Louis Lajtai
- 1933 : La Madone du promenoir, musique d'Henri Christiné
- 1934 : Les Sœurs Hortensia, avec Henri Duvernois, musique de Raoul Moretti
- 1934 : Vacances, avec Henri Duvernois, musique de Maurice Yvain
- 1935 : Tonton, musique de Louis Lajtai
- 1936 : La Poule, avec Henri Duvernois, musique d'Henri Christiné
- 1936 : L'Auberge du chat coiffé, avec Alfred Lavauzelle, musique de Joseph Szulc
- 1936 : Le Train de 8h47, d'après Georges Courteline, avec Léopold Marches, musique de Charles Cuvillier

## Cinéma
Plusieurs pièces d'André Barde ont été adaptées au cinéma.
- 1931 : Arthur de Léonce Perret
- 1931 : Pas sur la bouche de Nicolas Evreïnoff et Nicolas Rimsky
- 1935 : Le Comte Obligado de Léon Mathot
- 1935 : Les Sœurs Hortensias de René Guissart
- 2003 : Pas sur la bouche d'Alain Resnais